# Редактор
Редактор видання — це фахівець, в обов'язки якого входить аналіз, оцінка, внесення необхідних змін до структури тексту. Основне завдання літературного редактора полягає в підготовці до публікації написаного автором матеріалу, саме він забезпечує літературну правку тексту на смисловому, стилістичному  та граматичному рівнях.
Це ядро всього редакційно-видавничого процесу, який підтримує взаємодію зі всіма органами та системами редакції: власниками, авторами, працівниками, читачами, мас-медіа. Тому успіх проєкту безпосередньо залежить від здатності редактора правильно та відповідально виконати свою роботу.
Основна мета роботи редактора — створення, випуск і розповсюдження такої книги, яка буде відповідати потребам і запитам читача. Ще одна мета діяльності редактора — економічна. Завдання полягає в тому, щоб видати рентабельну книгу й отримати дохід від її реалізації. Основні аспекти системного підходу діяльності редактора забезпечують вдалий відбір книги для публікації. Це знання всіх стадій до друкарської підготовки видання, уміння оптимізувати видавничий процес, правильно та чітко донести основне завдання роботи до своїх колег та в разі необхідності тактично надати їм допомогу. Редактор завжди повинен відповісти на питання: яка книга потрібна читачу, або ще точніше — яку книгу в змозі купити читач.

## Ролі редактора у видавничо-редакційному процесі

### Проєктувальник книги
Беручи участь у всіх процесах створення книги, редактор стає її проєктувальником. Він:
- аналізує й оцінює авторський оригінал твору, працює над його вдосконаленням;
- за участю художника-оформлювача вирішує питання ілюстрування та оформлення книги;
- визначає склад апарату і веде його підготовку;
- систематизує елементи видання і формує видавничий оригінал (оригінал-макет), залучаючи до цієї роботи відповідних технічних співробітників;
- здійснює контрольно-аналітичну роботу на етапах тиражування видання та випуску у світ[1].

### Організатор
Ще 1963 року Б. Кобрин у своїй статті «Редактор галузевої літератури» запитував: «Хто він, редактор — контролер, інспектор, зовнішній наглядач за якістю?». Справді, можна сказати, що редактор сьогодні — це «контролер», менеджер, управлінець, який відповідає не лише за стилістичну правку тексту, а й за роботу всіх ланок видавничого процесу. Звичайно, потрібно враховувати також і рівні керування редакційним колективом. Спектр управлінських обов'язків редактора буде залежати від того яку редакторську ланку він займає у видавництві. У світовій практиці виділяють три основні рівні управління в організаціях: нижчий, середній і вищий.
Нижчий рівень управління. Керівниками нижчої ланки зазвичай є:
- редактор випуску;
- технічний редактор;
- літературний редактор.

Великий обсяг робочого часу керівників відведений на спілкування зі співробітниками (підлеглими) для визначення та формування першочергових завдань робочого дня та пошуку методів їх вирішення в процесі виробничого циклу.
Середній рівень управління. Сюди входять, як правило, менеджери виробничих процесів (керівники відділів), функціональних служб, керівники цільових програм, проєктів. Їхнім обов'язком є управління та координація діяльности всередині редакційної роботи. Вони отримують інформацію з першоджерела, фільтрують її, а вже потім передають підлеглим. Це дає змогу ефективно використовувати робочий час та оптимізувати виробничий цикл видавництва.
Вищий рівень управління — головний редактор і його заступник. Керівники цього рівня формують цілі, політику, фінансові перспективи та стратегію розвитку редакції. В їхні повноваження входить прийняття таких рішень: освоєння нових ринків збуту; вибудова взаємин з конкурентами, партнерами, аудиторією; адаптація організації до змін у зовнішньому середовищі.

### Маркетолог
Існує думка, що «найкраще книжка продається до своєї появи на ринку». Лише невеликий відсоток книжок досягає найвищих місць у списках бестселерів без волі видавця. Зате багато позицій, які потенційно могли б стати відомими, залишаються безповоротно «зарізані» видавцями ще на етапі редакційно-видавничого опрацювання. Тому одним із завдань редактора є ще й доцільне планувати й організація просування книги на ринку, що закладається на етапах виникнення її задуму та текстотворення.

### Консультант
Важливим елементом роботи редакційно-видавничого процесу є взаємини тісно пов'язаних його учасників — редактора й автора, які не можна розглядати як однобічний процес впливу одного учасника цього процесу на іншого, оскільки автор не є пасивним стосовно редактора — він впливає на нього за допомогою зворотного зв'язку, опосередковано вносячи при цьому корективи через текст під час усього редакційного процесу. В. Різун якось сказав «Правка тексту — справа не стільки редактора, як автора. Редактор — це порадник, помічник у нелегкій справі творення тексту автором».

### Коректор
Редактор займається перевіркою граматики, орфографічних та пунктуаційних помилок; звіряє цитати й перевіряє інший фактичний матеріал; встановлює посилання в тексті з малюнками, таблицями та бібліографічними довідками; виявляє повтори в тексті; нерідко бере участь у зчитуванні й т. д.